# Inocent X.
Inocent X., lat. Innocentius PP. X. (Rim, 6. svibnja 1574. – Rim, 7. siječnja 1655.), rođen kao Giovanni Battista Pamphilj, 236. poglavar Katoličke Crkve, papa od 15. rujna 1644. do smrti 1655. godine.

## Raniji život
Giovanni Battista Pamphilj rodio se u Rimu 6. svibnja 1574. godine od oca Camilla Pamphilja i majke Marie rođene Cancellieri del Bufalo. Obitelj Pamphilj (izgovara se i Pamphili) izvorno potječe iz grada Gubbia u regiji Umbrija. U drugoj polovini 15. stoljeća obitelj se seli u Rim kada je predak rimske grane obitelji Antonio Pamphilj dobio posao poreznog prokuratora Apostolske komore. Obitelj se brzo integrirala u najviše rimske krugove i to prvenstveno ženidbom pripadnicima plemstva, pa čak i članovima obitelji papa (bili su u srodstvu s papom Aleksandrom VI.), što im je priskrbilo i pripadnost rimskom plemstvu.  Nakon završenog osnovnog obrazovanja na nagovor svoga strica Girolama Pamphilja (1544. – 1610.) odlazi na studij u Collegio Romano (danas poznato pod imenom Papinsko sveučilište Gregoriana) i 1594. godine stječe doktorat iz kanonskog i civilnog prava. U početku je radio kao odvjetnik u Kuriji pomažući svome stricu, a zatim ga je papa Klement VIII. 1601. postavio za Konzistorijalnog odvjetnika. Nakon što je postao članom odvjetničkog Kolegija Svete Rote postigao je veliko iskustvo u kanonskom pravu i stekao mnoga poznanstva u Kuriji. Kada je njegov stric Girolamo 1604. uzdignut u čast kardinala i imenovan papinim vikarom za Rim, Giovanni Battista dolazi na njegovo mjesto revizora Svete Rote. U narednim godinama radio je kao kanonist na sudu Apostolske pokorničarne (lat. Paenitentiaria Apostolica). Godine 1618. primio je red đakonata a kada je zaređen za svećenika nema pouzdanih zapisa, ali je sigurno da je to bilo prije 1626. godine. Dolazak pape Grgura XV. na Petrovu stolicu za Giovannija Battistu je označilo novo razdoblje u njegovu budućem životu. Dana 26. ožujka 1621. godine imenovan je nuncijem u Napuljskom Kraljevstvu. Kao nuncij, Pamphilj se morao ozbiljno pozabaviti pitanjem uhićenjem napuljskih vojnika koji su sudjelovali u pokušaju ubojstva potkralja kardinala Antonija Zapate (1550. – 1635.). Na njegovu sreću, papa Urban VIII. 1623. povlači ga iz Napulja i postavlja za pravnog pomoćnika svome nećaku kardinalu Francescu Barberiniju st. (1597. – 1679.) u posredovanju za postizanjem mira između Španjolske i Francuske u Tridesetogodišnjem ratu. Tamo je još jednom pokazao svoje vještine stručnjaka u pravnim pitanjima, te time zadobio povjerenje Pape. Urban VIII. imenuje ga 21. siječnja 1626. godine naslovnim partijarhom Antiohije i šalje za nuncija u Madrid. Već sljedeće godine Papa ga imenuje kardinalom in pectore (što bi u slobodnom prijevodu s latinskog jezika značilo “u srcu”), što je javno obznanjeno tek 19. studenog 1629. godine. U ožujku 1630. Pamphilj se vraća u Rim gdje obnaša čelne dužnosti u nekoliko kurijalnih kongregacija. Papa je od njega tražio da se uključi u borbu protiv jansenizma imajući u njega veliko povjerenje.

## Izbor za papu
Nakon dugogodišnjeg pontifikata, preko dvadeset godina, 29. srpnja 1644. godine umro je Urban VIII. Konklava je potrajala trideset i sedam dana. Kardinali su se podijelili u nekoliko frakcija; austrijsko-španjolsku, francusku i onu predvođenu kardinalima Barberinijima.  Kada je bilo očito da njihov kandidat neće proći, kardinal Francesco Barberini (1597. – 1679.) uvjerio svoga strica kardinala Antonia Barberinija (1569. – 1646.) da podrže izbor Pamphilja za papu. Ta dva kardinala, nećak i brat pokojnog pape Urbana VIII., tada nisu mogli znati da će ih ta odluka skupo koštati. I tako je 15. rujna 1644. godine s četrdeset i pet glasova od prisutnih pedeset i četiri kardinala Giovanni Battista Pamphilj izabran za papu. Odabrao si je ime Inocent X. u čast svome rođaku Inocentu VIII., čijom su zaslugom Pamphilji došli u Rim i integrirali se u najviše rimske krugove. Nakon što je izabran novi papa, s nekoliko dana zakašnjenja, u Rim je stigao kardinal Jules Raymond Mazarin (1602. – 1661.) kako bi uložio francuski veto na izbor Pamphilja. Ali, bilo je prekasno.

## Pontifikat
Inocent je izabran za papu u poodmakloj dobi. Po naravi je bio šutljiv i nepovjerljiv. Iako je svoj izbor dugovao i kardinalima Barberinima, jedan od prvih njegovih poteza bio je usmjeren baš protiv omraženih kardinala. Osnovao je komisiju koja je morala ispitati podrijetlo njihovog bogatstva, pa su im oduzeta mnoga dobra. Međutim, ni novi Papa nije bio imun na simonije i nepotizam. Na svom prvom konzistoriju za kardinala je imenovao svoga nećaka Camilla Francesca Pamphilja (1622. – 1666.). Veliki utjecaj na rad i ponašanje pojedinih kardinala je imala Olimpia Maidelachini, žena papinog brata. Vrlo ambiciozna i pohlepna, sudjelovala je u svim važnijim Inocentovim odlukama. Za njegovog pontifikata Sveta Stolica sudjeluje na Münsterskoj mirovnoj konferenciji (1643. – 1648.) o završetku Tridesetogodišnjeg rata, predvođena nuncijem Chigijem (budući papa Aleksandar VII.), koji se protivio velikim povlasticama danim protestantima, ali je njegovo protivljenje ostalo bez značajnijih rezultata. Inocent X, je pokušao uspostaviti ravnotežu između Španjolske i Francuske, iako je više bio naklonjen Španjolskoj, koju je smatrao manje opasnom za Italiju. Kad se 1640. godine Portugal odvojio od Španjolske, Papa se tome protivio i nije priznao Ivana IV. (1640. – 1656.) kraljem Portugala. Nakon pobune Napulja 1647. godine protiv španjolske vlasti, umjesto da ga pripoji Papinskoj Državi, Inocent je smatrao boljim rješenjem da Napulj i dalje ostane pod utjecajem Španjolske. Papa je pomagao Veneciju, Poljsku i Hrvatsku u ratovima protiv Turaka. Od velike važnosti je Inocentovo suprotstavljanje jansenizmu. U travnju 1651. godine formirao je komisiju koja je bila zadužena za ispitivanje „pet točaka“ iz djela Augustinus, koje govore o milosti i slobodnom izboru. U buli Cum occasione od 31. svibnja 1653. bezrezervno osuđuje stavove teologa Jansena Corneliusa (1585. – 1638.),tvorca Augustinusa i začetnika jansenizma. Ovaj papa se zalagao za uporabu slavenskog jezika u bogoslužju. Proglasio je četiri blaženika i niti jednog sveca. Zbog nedostatka sredstava papa nije poduzimao velike građevinske zahvate kao njegovi prethodnici. Uspio je završiti unutrašnjost bazilike sv. Petra, a na trgu Navona dao je podići prekrasne fontane.

## Papina smrt
Već prilično star i bolestan, u osamdeset i prvoj godini života, papa Inocent X. umro je 7. siječnja 1655. godine. U trenutku smrti Pape državni deficit je iznosio enormnih 48 milijuna škuda. Tri dana je papa Inocent X. ostao nepokopan, jer je njegova nevjesta Olimpia izjavila da nema sredstava za pogreb, iako je viđena da je po Papinoj smrti iz njegovih odaja iznijela dvije škrinjice zlata. Zahvaljujući svome batleru koji je napravio jednostavan sanduk i platio pet škuda za pokop, Papa je privremeno pokopan u kripti bazilike sv. Petra. Kada je izabran novi papa Aleksandar VII., dao ga je svečano pokopati u crkvi sv. Agneze, a njegovu nevjestu Olimpiju protjerao je iz Rima.